# Beatrixmolen
De Beatrixmolen in Winssen (in de Gelderse gemeente Beuningen) is een beltmolen uit 1848. Het houten achtkant was niet nieuw, maar was afkomstig van een in 1791 gebouwde poldermolen uit Alphen aan de Maas, die door de overschakeling naar stoommachines overbodig was geworden. De molen heeft tot eind jaren 50 van de 20e eeuw als korenmolen gedraaid, maar raakte daarna in verval. In 1987/8 werd de Beatrixmolen in opdracht van de toenmalige gemeente Ewijk maalvaardig gerestaureerd, waarbij hij tevens 350 m in oostelijke richting werd verplaatst. De molen is uitgerust met twee koppel 17der kunststenen, waarmee op vrijwillige basis graan wordt gemalen.
Het gevlucht is oudhollands opgehekt en heeft gelaste roeden uit 1988 van de firma Derckx. De buitenroede is 27,10 m lang en heeft het roedenummer 575. De binnenroede heeft nummer 576.
De 5,70 m lange bovenas stamt uit 1870 en is gegoten door de firma De Prins van Oranje in Den Haag. Het opschrift op de bovenas is: IJzergieterij De Prins van Oranje te S Hage 1870 No. 689 
De molen heeft ondanks dat het een rietgedekte houten achtkant is een vangtrommel in plaats van een wipstok. De vang (rem) is een scharnierende Vlaamse vang met vier vangstukken. Om het bovenwiel zit een ijzeren hoep.
Het spoorwiel is afkomstig van het tot spoorwiel omgebouwde aandrijfwiel van het hellend scheprad, dat in de poldermolen uit Alphen aan de Maas zat. Boven op het aandrijfwiel is een velg geplaatst met daarin de spoorwielkammen. De kammen van het aandrijfwiel zijn afgezaagd.
Voor het ophijsen van de zakken graan is een sleepluiwerk aanwezig. De luitafel is vlak onder de kapzolder geplaatst waardoor er voldoende ruimte vrijkwam voor het plaatsen van de nu verdwenen graansilo's. Het gaffelwiel steekt gedeeltelijk door de kapzolder en de luias ligt boven de kapzolder.
De Beatrixmolen is te bezoeken wanneer deze draait.

## Fotogalerij

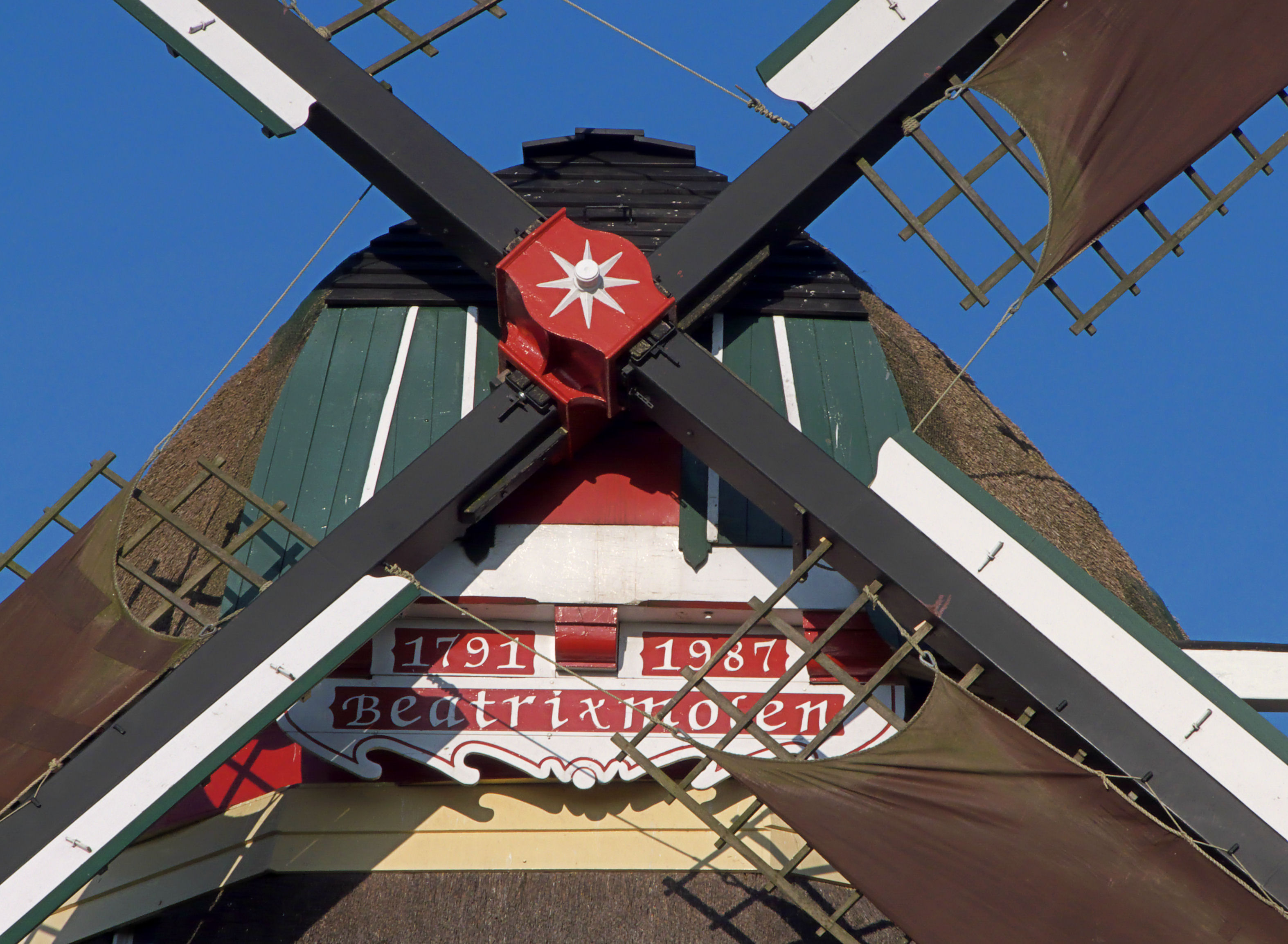
Baard
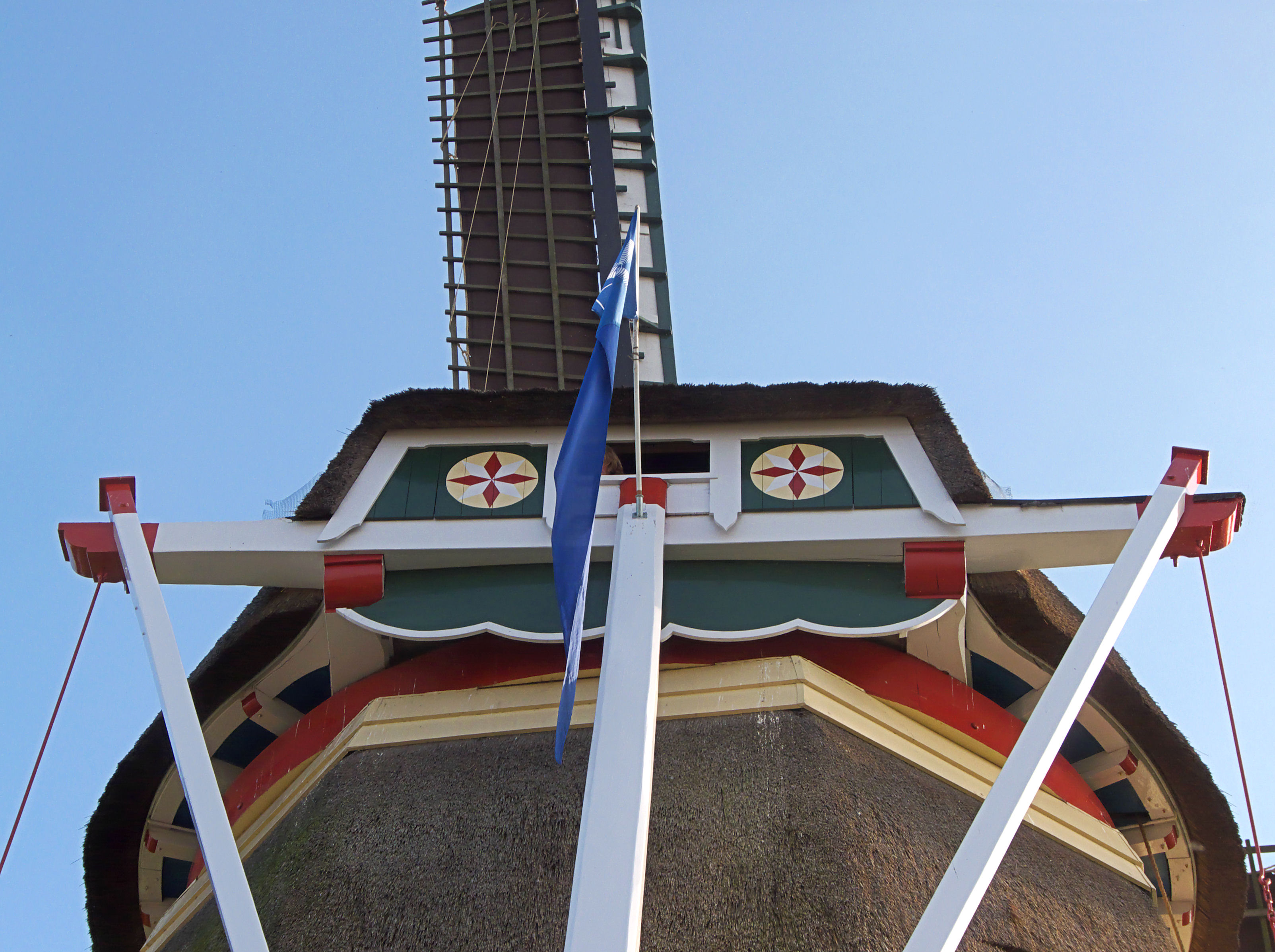
Achterkeuvelens
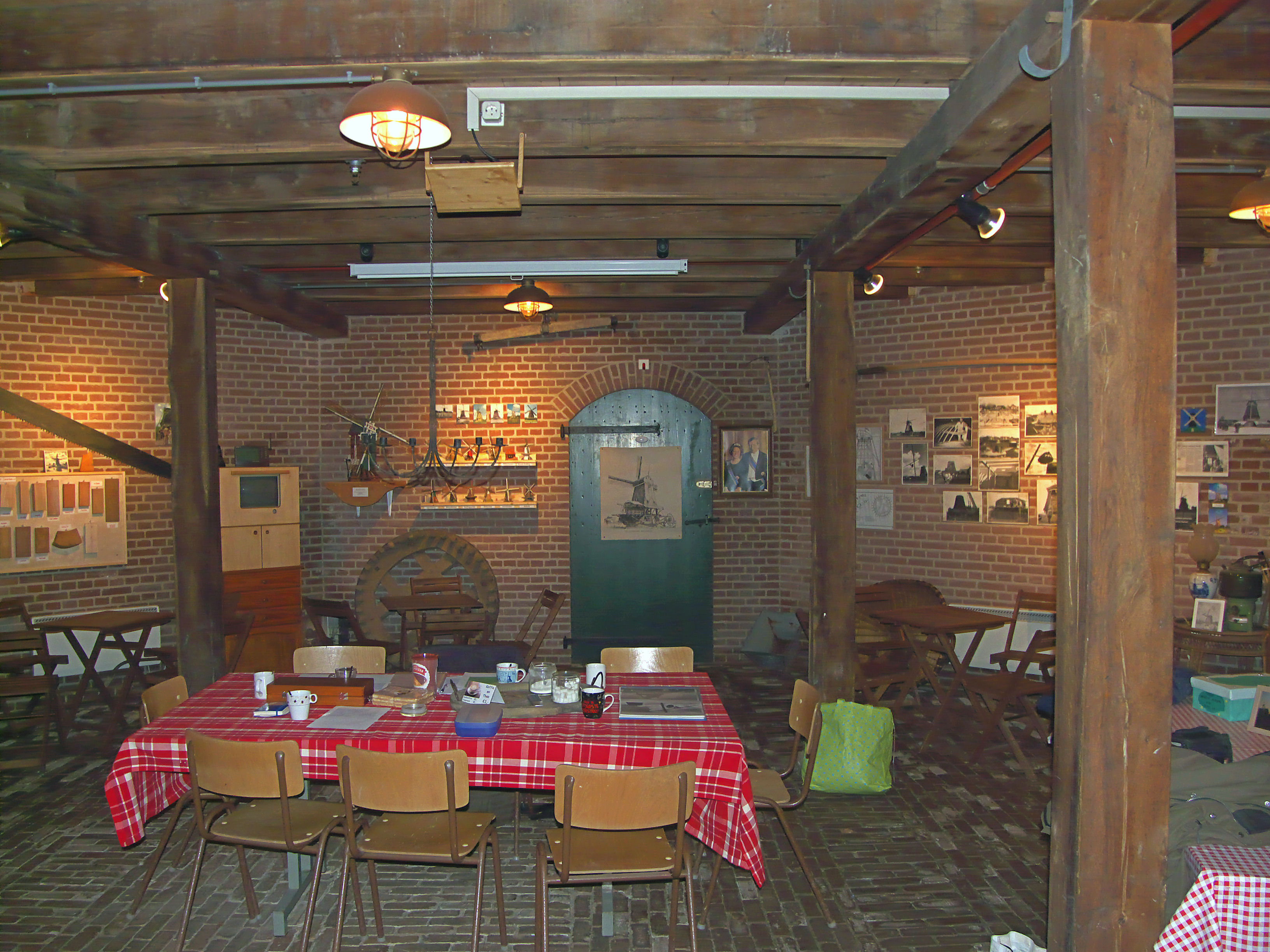
Ruimte in de belt
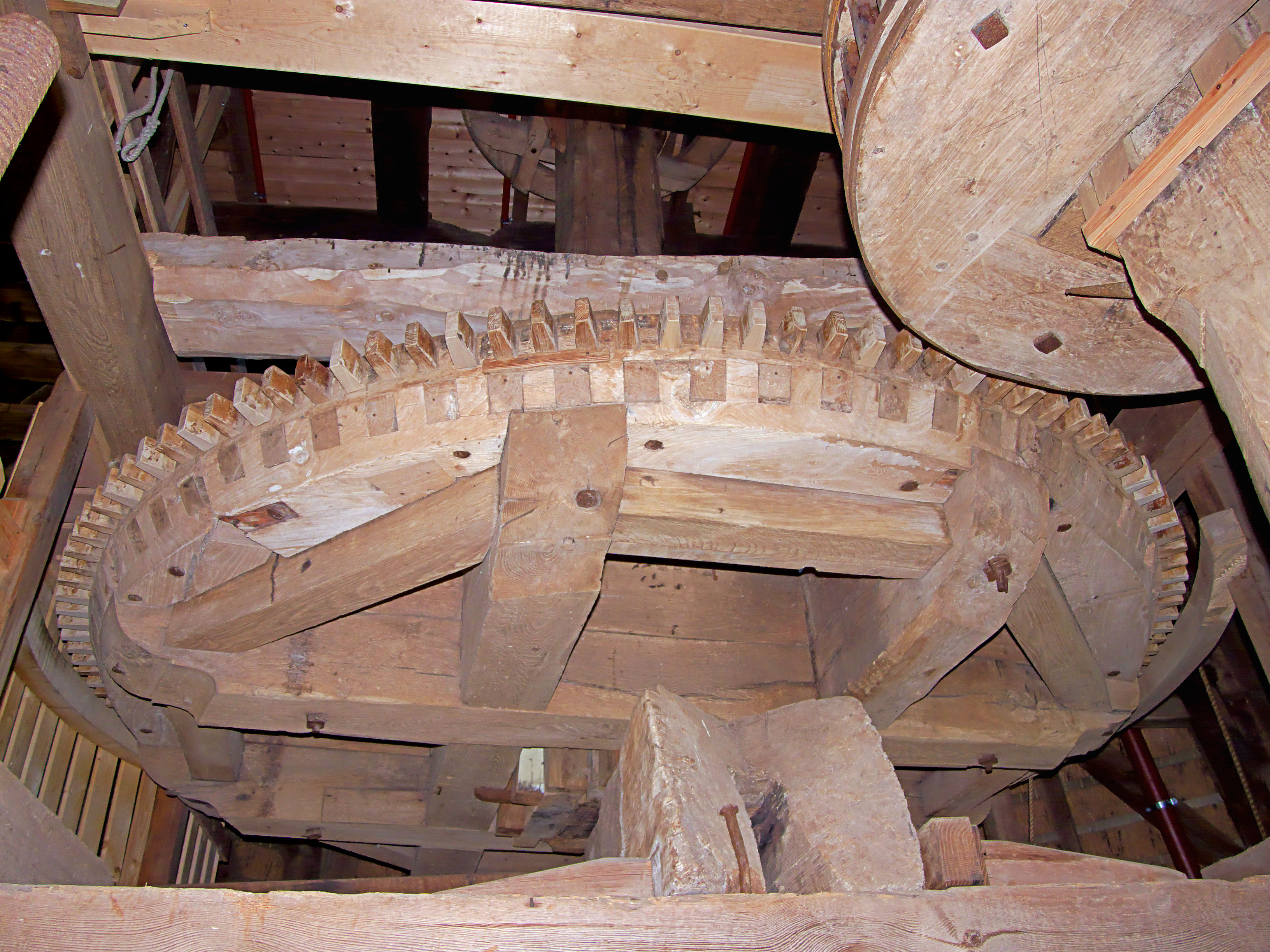
Spoorwiel
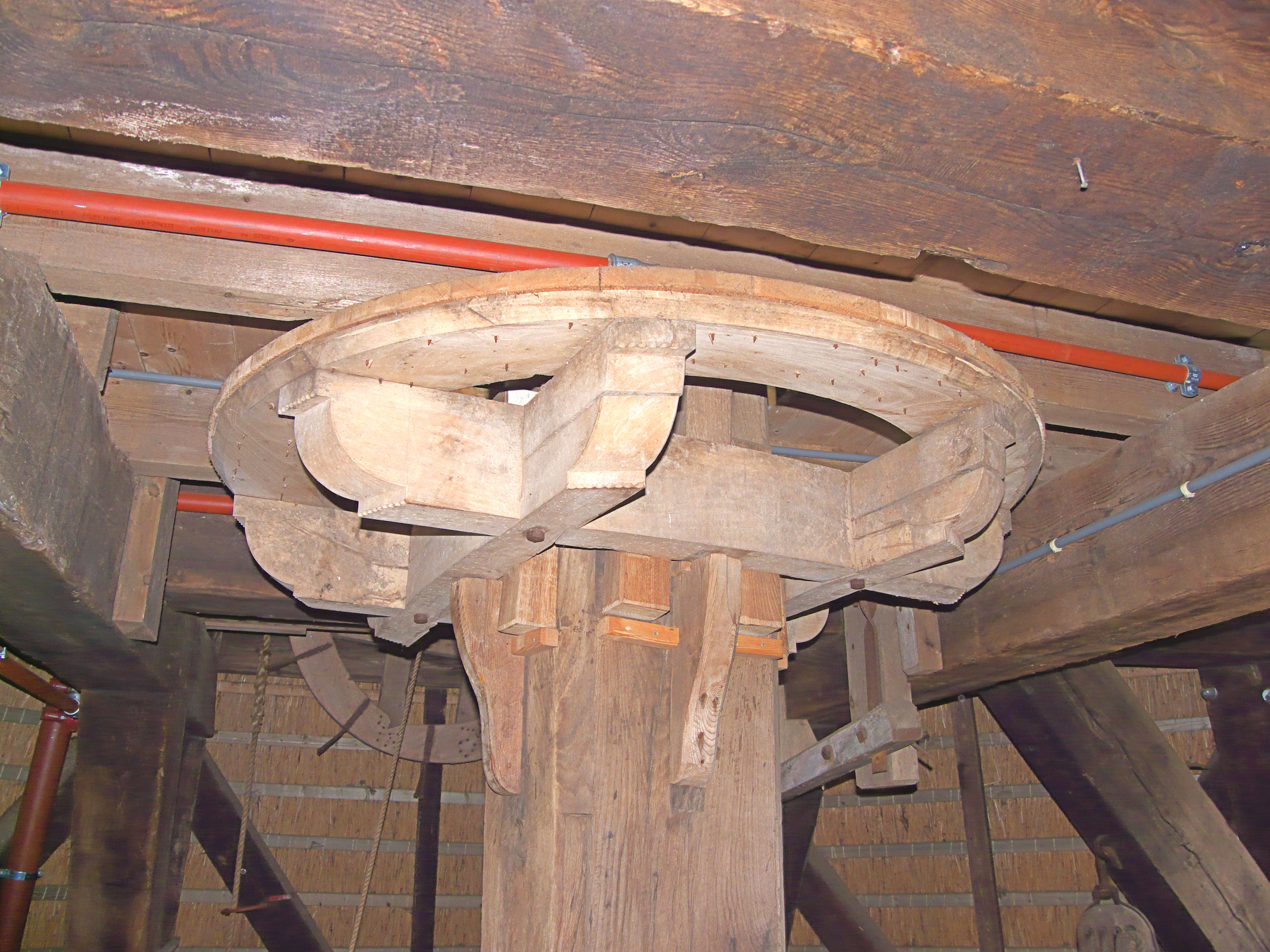
Luitafel
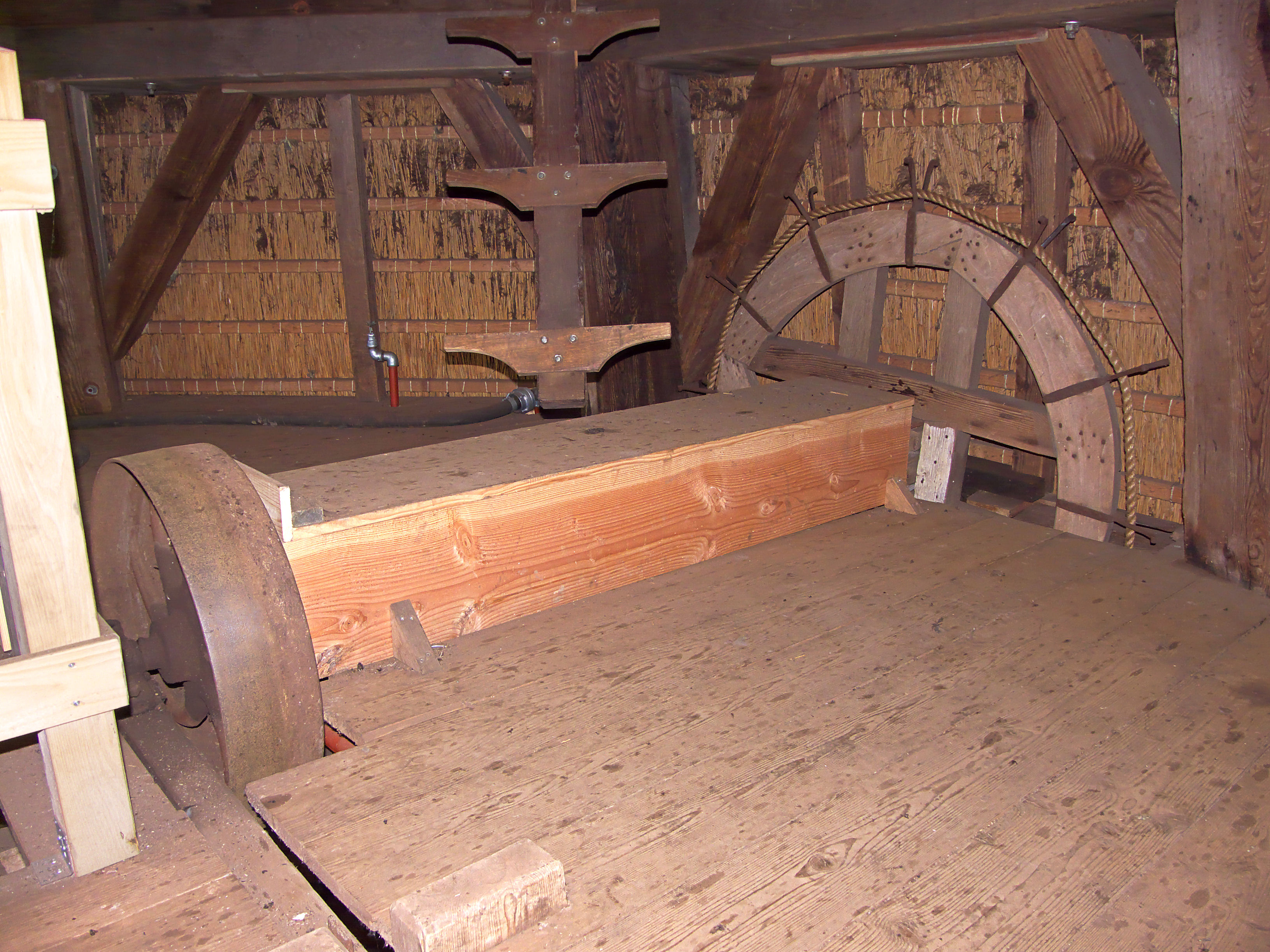
Luias op de kapzolder